# Sociedad de los Caminos de Hierro del Este de España
La Sociedad de los Caminos de Hierro del Este de España était une compagnie ferroviaire espagnole à la fin du XIXe siècle. L'absorption de cette petite compagnie par la Compañia de los Caminos de Hierros del Norte marque la fin de l'expansion de cette dernière.

## Un «chemin de fer de papier»
Valence est reliée à Madrid par chemin de fer dès 1859, mais il faut effectuer un détour par Almansa où l'on rejoint la vieille ligne d'Alicante. Au début des années 1860, certains commencent à envisager une nouvelle ligne plus directe qui suivrait un axe Utiel-Cuenca-Aranjuez-Madrid. La concession d'un chemin de fer de Valence à Cuenca par Landete, avec embranchement sur Teruel et les mines de Henarejos est donc demandée dans le cadre de la loi très libérale du 14 novembre 1868. Une ordonnance royale du 10 août 1869 l'accorde à perpétuité à Francisco de Ortega del Rio. Son objectif est de la revendre au plus offrant, de préférence avec des bénéfices. Le MZA, approché à plusieurs reprises, ne donne pas suite. Il faut attendre le début des années 1880 pour que la Banco Regional Valenciano s'y intéresse. Après négociations, l'acte de concession est transféré et le gouvernement approuve le tout en 1882. Une Sociedad de los Ferrocarriles de Cuenca a Valencia y Teruel est aussitôt créée.

## La construction de la ligne
Les dirigeants trouvent rapidement l'entreprise excessive, et ils négocient en vue d'obtenir une ligne plus courte, même si ce n'est que pour 99 ans. Une ordonnance royale du 18 septembre 1886 leur accorde le seul tronçon de Valence à Utiel. La compagnie change donc de dénomination et devient la Sociedad de los Caminos de Hierro del Este de España, officiellement créée le 9 décembre 1886. D'après ses statuts, son objectif fondamental est l'achèvement du chemin de fer de Valence et plus tard son exploitation. Le capital est en grande partie étranger, le principal actionnaire étant la Banque Parisienne. La plupart des membres du conseil d'administration sont français. 
Ouverture du chemin de fer de Valence à Utiel à l'exloitation :
| Date       | Section           | Longueur (km) |
| 31/07/1883 | Valencia-Buñol    | 41,596        |
| 1/10/1885  | Utiel-Siete Aguas | 35,879        |
| 11/09/1887 | Siete Aguas-Buñol | 10,151        |

La ligne dessert une région riche en vignobles, en particulier à Requena, Buñol, Cheste ou Chiva. Avec la crise du phylloxera qui sévit en France, les exportations explosent. Pourtant, dès 1888, des difficultés apparaissent. Le trafic chute, en raison des mauvaises vendanges. Dès le mois de juin, la compagnie est en cessation de paiement.
La situation ne s'améliore pas, avec une autre mauvaise vendange en 1889, et l'apparition du choléra à Valence fin 1890. Un accord est recherché avec les créanciers. Le Norte se charge alors de couvrir les obligations, avant d'absorber la petite compagnie qui entre en liquidation.

## Le matériel de laSociedad del Camino de Hierro del Este de España
Le parc de matériel de la ligne est relativement simple. Si l'on excepte un oiseau rare[Quoi ?] hérité de l'entrepreneur Cabrillas, Castill y Latta, il repose sur deux modèles classiques, un pour les marchandises et un pour les voyageurs.
| Type  | N° E.E. | N° Norte    | Constructeur     | N° Usine    | Année | Poids | Notes |
| 030   | 1 à 3   | 1737 à 1739 | Egestorff        | 1428 à 1430 | 1883  | ?     |       |
| 030   | 4 à 6   | 1483 à 1485 | Richard Hartmann | 1394 à 1395 | 1887  | 40,8  |       |
| 030 T | 7 ?     | 1606        | Dübs             | 1238        | 1879  | 41,2  |       |
| 030   | 8 à 9   | 1486 à 1487 | Richard Hartmann | 1503 à 1504 | 1887  | 40,8  |       |
| 030   | 10 à 11 | 1740 à 1741 | Egestorff        | 1431 à 1432 | 1882  | ?     |       |